# Sympycnus dolosus
Sympycnus dolosus är en tvåvingeart som beskrevs av Octave Parent 1934. Sympycnus dolosus ingår i släktet Sympycnus och familjen styltflugor.
Artens utbredningsområde är Paraguay. Inga underarter finns listade i Catalogue of Life.